# Arbutus canariensis
Arbutus canariensis Duhamel – gatunek rośliny z rodziny wrzosowatych (Ericaceae). Występuje endemicznie na Wyspach Kanaryjskich. 

## Etymologia
Epitet gatunkowy pochodzi z języka łacińskiego – słowo "canariensis" oznacza w najszerszym tego słowa znaczeniu "z archipelagu Wysp Kanaryjskich".

## Rozmieszczenie geograficzne
Rośnie naturalnie na wyspach Teneryfa, La Gomera, El Hierro oraz Gran Canaria leżących w archipelagu Wysp Kanaryjskich.

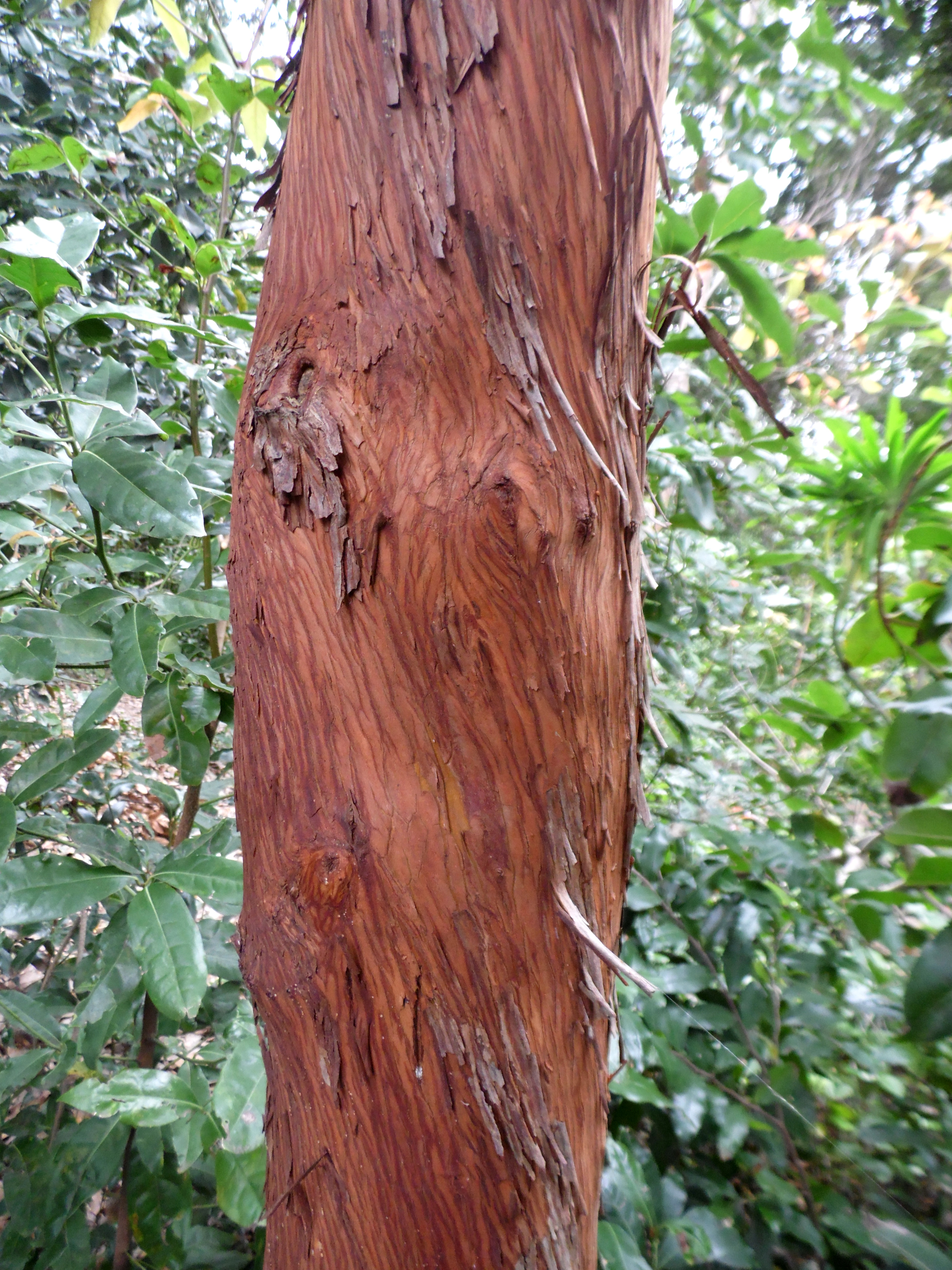
Pień

## Morfologia
PokrójWiecznie zielone drzewo dorastające do 10 m wysokości.
LiścieMają podłużnie lancetowate kształt, osiągają 15 cm długości. Dojrzałe liście przebarwiają się na pomarańczowo lub żółto.
KwiatyObupłciowe. Przykoronek ma biało-zieloną barwę z czerwonymi lub różowymi plamami.
OwoceMięsiste i kuliste jagody. Są słodkie i jadalne.

## Biologia i ekologia
Występuje w lasach mglistych. 
Najlepiej rośnie na glebach lekkich (piaszczystych) i średniociężkich (gliniastych), lubi dobrze przepuszczalne gleby. Może rosnąć na podłożu kwaśnym lub obojętnym – radzi sobie nawet na glebach bardzo kwaśnych. Preferuje wilgotne podłoże. Lubi stanowiska w pełnym nasłonecznieniu lub w półcieniu. Kwitnie od czerwca do lipca. Kwiaty są zapylane przez owady. Może rosnąć od 7 do 10 strefy mrozoodporności.

## Ochrona
W Czerwonej księdze gatunków zagrożonych został zaliczony do kategorii VU – gatunków narażonych na wyginięcie. Gatunek ten znany jest z około 10 subpopulacji. Liczebność populacji prawdopodobnie zawiera nie więcej niż 10 000 osobników. Sama populacja wydaje się być stabilna.